# Gavota
La gavota (en francès gavotte) és una dansa tradicional francesa que encara es ballava a la Bretanya a mitjan segle xx; també fou una dansa cortesana i una forma instrumental ben popular des de finals del segle xvi fins a finals del xviii. La gavota cortesana era una dansa viva i ràpida, en mètrica binària, descendent del branle del segle xvi. Al segle xviii, sovint tenia un caràcter pastoral i es presentava habitualment com un dels moviments de la suite, normalment després de la sarabanda.

## La gavota com a dansa tradicional bretona

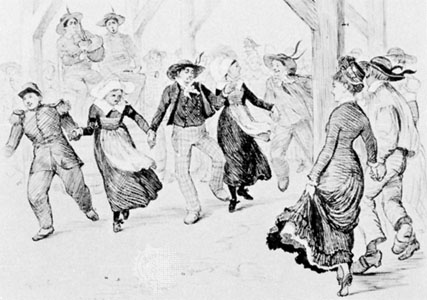
Escena de ball d'una gavota, a la Bretanya, segons un quadre de 1878

Gavota és un terme genèric que fa referència a molts tipus de dansa tradicional de la zona de la Baixa Bretanya, però també a la Provença i a Iparralde. En la pràctica moderna d'aquest ball a la Bretanya s'observa una gran varietat de balls, especialment en el tipus de passos emprats, figures a terra i formes d'acompanyament. En alguns casos s'acompanyen cantant, alternant els solos i les intervencions del cor o altres solistes. A altres llocs s'acompanyen amb instruments com el violí, tambor, cornamusa o la bombarda, el tipus de xeremia propi de la regió. S'hi usen diversos tipus de compassos com el 4/4, 2/4, 9/8 i 5/8. Sembla que les gavotes escrites al segle xx deriven de les pràctiques del segle xix i, per tant, probablement, no estan relacionades amb les danses cortesanes que es van fer populars a finals del segle xvi.

## La gavota alRenaixement

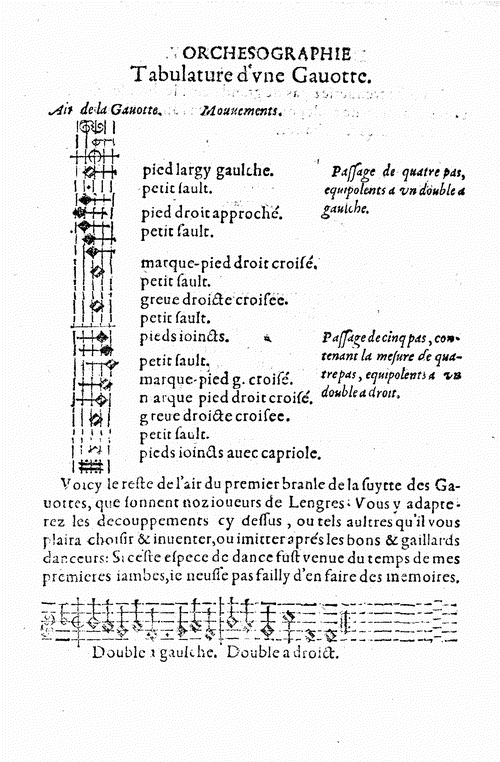
Descripció dels passos de la gavota el tractat de Toinot Arbeau

La descripció més antiga d'una gavota com a dansa cortesana apareix a l'Orchésographie de Toinot Arbeau (1588). Aparentment, la gavota era un conjunt de doubles o variacions de branles. Arbeau la descriu com una forma relativament nova de branle. A diferència d'aquell, el moviment lateral en la gavota s'aconseguia creuant els peus dos cops en cada patró de passos, i cada pas era seguit d'un petit salt. També formaven part del ball de la gavota alguns elements de pantomima com per exemple escollir el líder de la següent gavota.
Altres autors també l'esmenten en relació al branle; són Michael Praetorius (Terpsichore, 1612), F. de Lauze (Apologie de la danse, 1623), Marin Mersenne (Harmonie universelle, 1636), i fins i tot Pierre Rameau en una data tan tardana com 1725 (Le maître à danser). Cap d'aquests autors, però, no dona cap altra informació sobre els passos de dansa: Lauze argumenta que són tan coneguts que no cal dir-ne res, i Rameau diu que és una part habitual del cerimonial dels balls de cort, però com que no el descriu no es pot saber com havia canviat en aquest període de quasi 140 anys.

## La gavota en elBarroc

### A la música de dansa

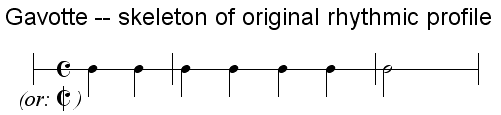
Esquelet rítmic de la música de la gavota

La majoria de les gavotes del segle xvii eren en compàs binari i consistien en frases de 4 i 8 compassos repetides, normalment amb poc treball contrapuntístic, ni sincopacions ni intents de relacionar temàticament les diferents seccions. Sembla que s'hi podia practicar una àmplia varietat de figures rítmiques dins de la mètrica binària, una de les més freqüents de les quals era la combinació negra amb punt - corxera al començament de compàs. Ocasionalment, com passa a la col·lecció de ballets interpretats a la cort de Viena a les dècades de 1660 i 1670, les frases tenien un nombre imparell de compassos. Un ballet de J. H. Schmelzer que hi ha en aquesta col·lecció inclou cinc gavotes consecutives, cada una titulada com si representés la gavota nacional d'un país diferent ('gavotte tedesca', 'gavotte anglica', etc.). Probablement els indicadors nacionals es referien als vestits que portaven els balladors més que no pas a cap tret específic de la música. Altres fonts del segle xvii són l'Op. 1 de Bononcini i el Manuscrit de Kassel, una col·lecció de danses del xvii que avui es troba a Uppsala (Manuscrit S-Uu Imhs.409).
Un altre tipus de gavota que no té una relació prou provada amb el branle era una dansa cortesana francesa introduïda durant el regnat de Lluís XIV, probablement vers el 1660 o abans. Com a mínim en resten 17 coreografies en la notació Beauchamp-Feuillet, totes posteriors al 1700. La majoria són danses de societat, tot i que dues d'elles són per a la interpretació en el teatre; quan era interpretada com a dansa de societat a principis del segle xviii, era més un ball de parella que no pas de cercle o en línia.
Les frases, igual com passa en el branle, habitualment tenen quatre compassos amb un punt d'arribada rítmic al començament del quart compàs. La frase musical que ho acompanya, que comença amb una blanca (o una combinació de figures equivalent) en anacrusi, abans que comenci la dansa, té una durada de vuit blanques dividida en dos grups de quatre amb un punt d'arribada rítmic més fort als temps quart i vuitè. A la pràctica, entre la música i la dansa es creen dissonàncies rítmiques i la tensió que això crea només es resol amb l'arribada conjunta al quart compàs. Un patró de passos característic era el contretemps de gavotte seguit d'un assemblé que es podia abreviar com a 'salt-pas-pas-salt'.
Les gavotes eren molt populars a l'òpera i altres peces de música per al teatre. Jean-Baptiste Lully en va escriure 37 per a les seves obres escèniques a partir de 1655. Els compositors francesos de ballet posteriors com André Campra, Destouches i Rameau continuaren aquesta pràctica; sobretot el darrer l'empra més que cap altra dansa a la seva música escènica. Altres autors que també procedeixen de manera semblant són Haendel, Grétry i fins i tot, ja en el Classicisme, Mozart (a Idomeneo).

### Com a música vocal i instrumental

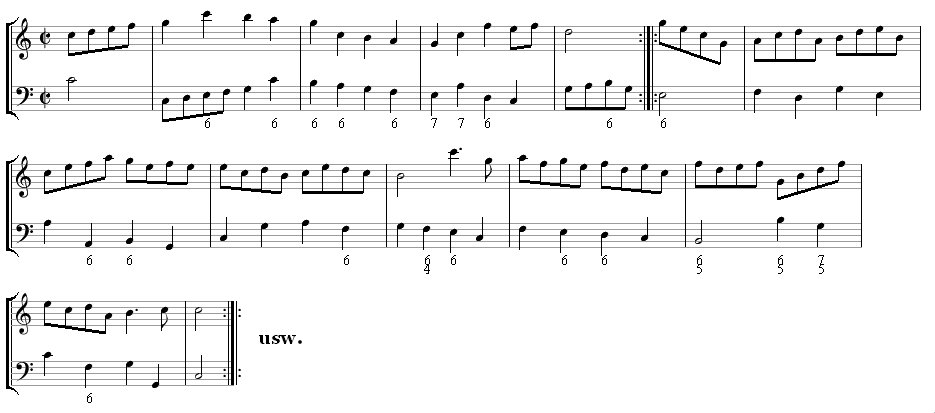
Gavota de la sonata Op. 1 No. 7, de Haendel, titulada A Tempo di Gavotti

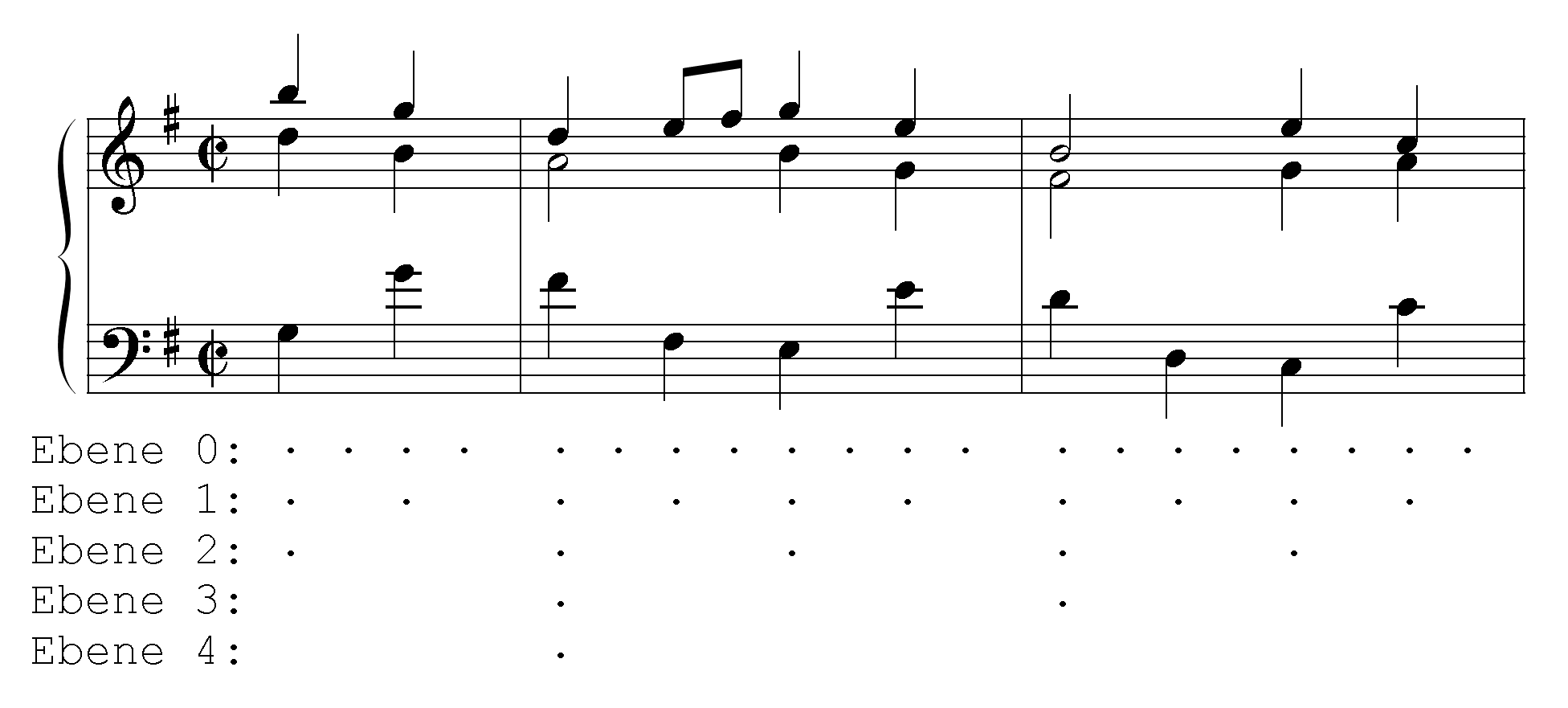
Inici de la gavota de la Suite francesa número 5 de Johann Sebastian Bach

Com la majoria de les danses barroques, tant es feia servir en la música vocal com en la instrumental i de dansa. La gavota estilitzada, és a dir, transformada en música instrumental per a ser escoltada i no pas ballada, era en compàs de 2, normalment, tenia un tempo moderat, frases construïdes en blocs de quatre compassos i un estil interpretatiu basat en la interpretació inégale. Mattheson explicava que el caràcter natural de la gavota era de 'joia triomfant', però molts altres li atribuïen un caràcter d'alegria moderada, agradable, tendre, evitant els excessos d'expressió emocional.
Era considerada una dansa pastoral, una associació que emfasitza Johann Sebastian Bach a les dues primeres Suites angleses per a clavecí, que tenen un bordó greu que podria estar imitant el so d'una cornamusa de pastor (un recurs que ja havia utilitzat Schmelzer a la seva gavota 'bavarica'). El tempo variava d'acord amb el caràcter de la composició i la quantitat d'ornamentació que hi hagués. Jean-Jacques Rousseau escrivia que tot i que normalment és una dansa alegre ('gay'), també podia ser lenta i tendra. A diferència d'altres danses barroques més serioses com l'allemande o la courante, mai no va perdre aquella relativa simplicitat de textura i la claredat del fraseig. Habitualment tenia una forma binària, o forma de variacions o de rondó. Ocasionalment en una mateixa suite hi havia dues gavotes seguides, amb da capo de la primera.
Tant les gavotes com el seu ritme abunden en la música vocal francesa, no sols en cançons sinó també en obres per a conjunts vocals, tant de música religiosa com profana. Ja n'hi ha referències el 1668; més tard, apareixen en obres de l'Affilard, Campra i Montéclair.
A la primera meitat del segle xviii era una de les més populars d'entre les formes musicals de la música instrumental derivades de la música de dansa i freqüentment formava part de les suites per a clavecí i de música de cambra en les quals apareixeia sovint després dels moviments més seriosos (allemande, courante, sarabande) en un lloc que també podien ocupar altres danses ben populars llavors com el minuet o la bourrée. Van escriure gavotes per a tecla D'Anglebert, John Blow, Henry Purcell, J.C.F. Fischer, Johann Krieger, Lebègue, Gaspard Le Roux i François Couperin. Es troben exemples de gavotes en música per a conjunt —i sobretot en les sonates a trio— en la producció de Vitali, Marin Marais i François Couperin.
La gavota tant apareix en la música barroca d'estil francès com en la d'estil italià. Aquestes últimes tenen un tempo més ràpid, una textura més contrapuntística, són més virtuosístiques, no s'interpreten inégale i abunden especialment en la música per a violí. N'hi ha en l'obra de Corelli i a vegades no comencen en anacrusi. Moltes de les gavotes de Johann Sebastian Bach també són referents d'aquest estil, com per exemple les de les suites orquestrals BWV 1066 i 1069, i la majoria de les que va escriure per a violí i per a violoncel a solo, així com a la sisena partita per a clave. En un estil semblant és la popular (sobretot al món anglosaxó) gavota amb variacions coneguda habitualment com a 'Harmonious Blacksmith', de Haendel (de la 5a suite per a clave, del 1720). Una ària amb estructura de gavota i que comença amb el text 'Sehet in Zufriedenheit' clou la cantata de noces Weichet nur, betrübte Schatten de Johann Sebastian Bach amb un acompanyament de cordes i un oboè de clares referències pastorals; semblantment, una gavota coral 'Love and Hymen, hand in hand' forma part d'una escena de noces a l'òpera Hèrcules, de Haendel.

## La gavota després del barroc
En el Romanticisme escriuen gavotes Gossec (la coneguda 'Gavota en re') i Massenet a la seva òpera Manon, entre d'altres. Més tard, el títol de gavota també ha aparegut en altres composicions més recents: la 'Gavotte der Königin' dins de Das Spitzentuch (1880), de Johann Strauss, a la suite per a 13 instruments Op. 4 (1884) de Richard Strauss; a la Suite orquestral Op. 49 (1877) i a la Suite Op. 90 (1892), a més de la gavota per a piano sol Op. 23 (1872), de Camille Saint-Saëns; a la Simfonia clàssica Op. 25, de Prokófiev (1916–17); i a la Suite per a piano Op.25 (1925) d'Arnold Schönberg. Mentre que tots aquests exemples tenen en comú el compàs binari, cap d'elles no sembla tenir més que una vaga relació neoclàssica amb la música barroca, i no inclou cap dels ritmes característics de la gavota dels segles xvii i xviii.
A Catalunya l'empren Isaac Albéniz a la Suite Ancienne i Ricard Lamotte de Grignon en el primer moviment de la Suite a l'antiga (1929).
En el context del teatre musical es troba a My Fair Lady (1956), tot i que amb llicències; a l'opereta Candide, també del 1956; a Cinderella de Rodgers i Hammerstein; i a Els gondolers i Ruddigore de Gilbert i Sullivan.